# Valdo Filho
Valdo Filho (sinh ngày 12 tháng 1 năm 1964) là một cầu thủ bóng đá người Brasil.

## Đội tuyển bóng đá quốc gia Brasil
Valdo Filho thi đấu cho đội tuyển bóng đá quốc gia Brasil từ năm 1987 đến 1993.

## Thống kê sự nghiệp
| Đội tuyển bóng đá Brasil | Đội tuyển bóng đá Brasil | Đội tuyển bóng đá Brasil |
| Năm                      | Trận                     | Bàn                      |
| ------------------------ | ------------------------ | ------------------------ |
| 1987                     | 11                       | 4                        |
| 1988                     | 6                        | 0                        |
| 1989                     | 17                       | 0                        |
| 1990                     | 7                        | 0                        |
| 1991                     | 0                        | 0                        |
| 1992                     | 2                        | 0                        |
| 1993                     | 2                        | 0                        |
| Tổng cộng                | 45                       | 4                        |